# Lou Yun
Lou Yun (Hangzhou, 23 juni 1964) is een Chinees turner. 
Lou won zowel in 1984 als in 1988 de olympische gouden medaille op sprong, in 1984 won Lou ook olympisch zilver op vloer en in de landenwedstrijd en in 1988 de bronzen medaille op vloer. Lou werd in 1983 wereldkampioen aan de brug en in de landenwedstrijd en in 1987 op sprong en vloer.

## Resultaten

### Olympische Zomerspelen
| Jaar | Plaats      | Resultaten                                                                      |
| ---- | ----------- | ------------------------------------------------------------------------------- |
| 1984 | Los Angeles | op sprong op vloer in de landenwedstrijd 4e aan de rekstok                      |
| 1988 | Seoel       | op sprong op vloer 4e in de landenwedstrijd 6e aan de ringen 12e in de meerkamp |

### Wereldkampioenschappen turnen
| Jaar | Plaats    | Resultaten                                           |
| ---- | --------- | ---------------------------------------------------- |
| 1983 | Boedapest | aan de brug · in de landenwedstrijd · in de meerkamp |
| 1985 | Montreal  | op sprong · in de landenwedstrijd                    |
| 1987 | Rotterdam | op vloer · op sprong · in de landenwedstrijd         |

1896: Carl Schuhmann ·
1904: Anton Heida, George Eyser ·
1924: Frank Kriz ·
1928: Eugen Mack ·
1932: Savino Guglielmetti ·
1936: Alfred Schwarzmann ·
1948: Paavo Aaltonen ·
1952: Viktor Tsjoekarin ·
1956: Helmut Bantz, Valentin Moeratov ·
1960: Takashi Ono, Boris Sjachlin ·
1964: Haruhiro Yamashita ·
1968: Mikhail Voronin ·
1972: Klaus Köste ·
1976: Nikolaj Andrianov ·
1980: Nikolaj Andrianov ·
1984: Lou Yun ·
1988: Lou Yun ·
1992: Vitali Tsjerbo ·
1996: Aleksej Nemov ·
2000: Gervasio Deferr ·
2004: Gervasio Deferr ·
2008: Leszek Blanik ·
2012: Yang Hak-seon ·
2016: Ri Se-gwang ·
2020: Shin Jea-hwan ·
2024: Carlos Yulo